# Arena Kielce
L'Arena Kielce est un stade polonais multi-usage situé à Kielce et construit en 2006, utilisé pour les matches à domicile du Korona Kielce.

## Histoire
Le stade est inauguré le 1er avril 2006, lors du match Korona Kielce - Zagłębie Lubin (1-1).
Il remplace l'ancien stade du Korona Kielce, utilisé aujourd'hui pour l'équipe réserve.
En janvier 2014, l'entreprise Kolporter appose son nom sur la façade du stade, après avoir signé un contrat avec la ville et le club valable jusqu'en 2018. À partir du 1er novembre 2018, le stade se renomme Suzuki Arena.

## Évènements

### Rencontres internationales
À ce jour, il a accueilli trois rencontres de l'équipe de Pologne. La première était le 28 mars 2007 face à l'Arménie, un match comptant pour les éliminatoires de l'Euro 2008, qui a vu la Pologne l'emporter un à zéro.

## Galerie

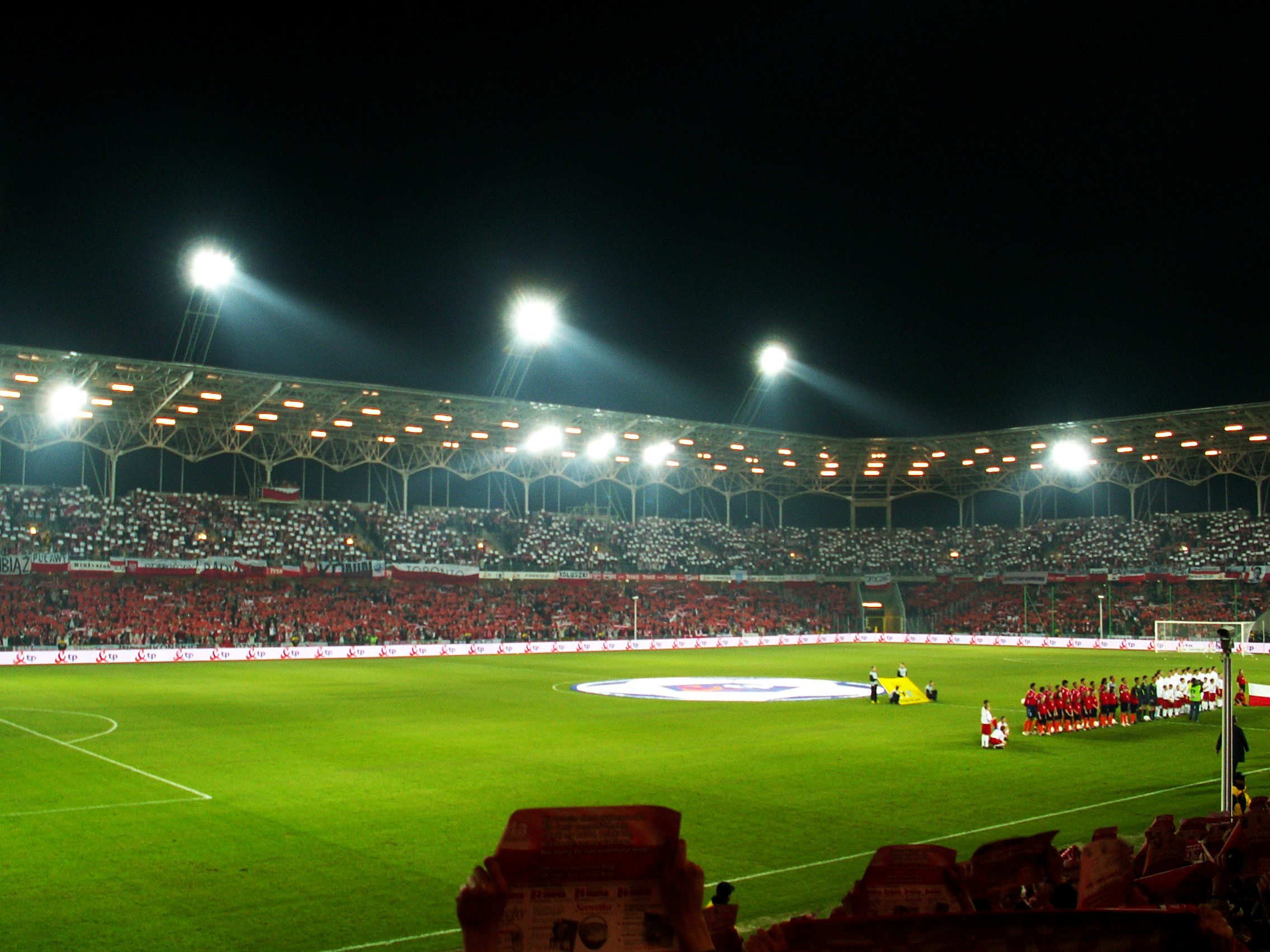
Pologne-Arménie, lors de l'entrée des joueurs.
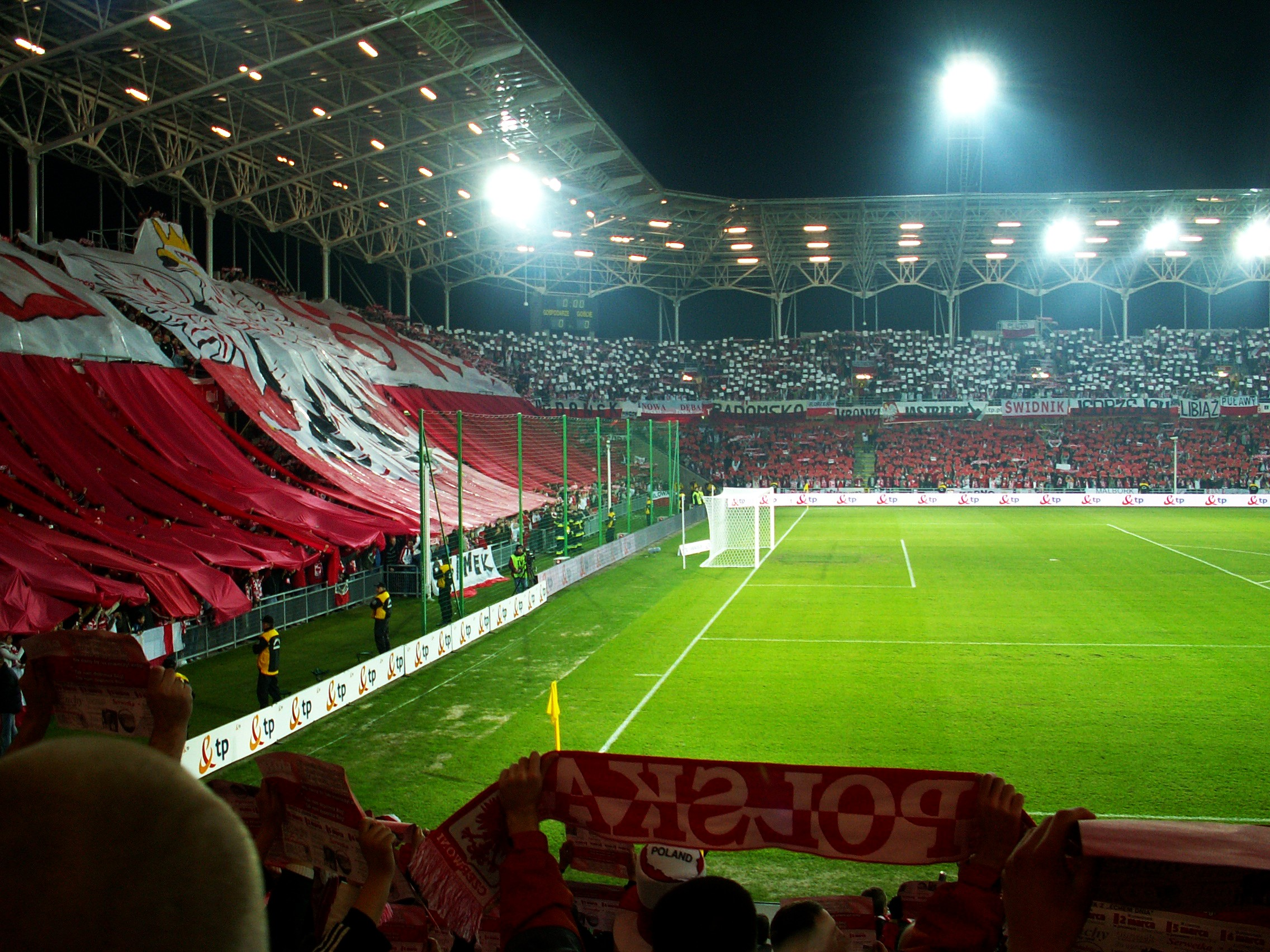
Tifo déployé lors de ce match.
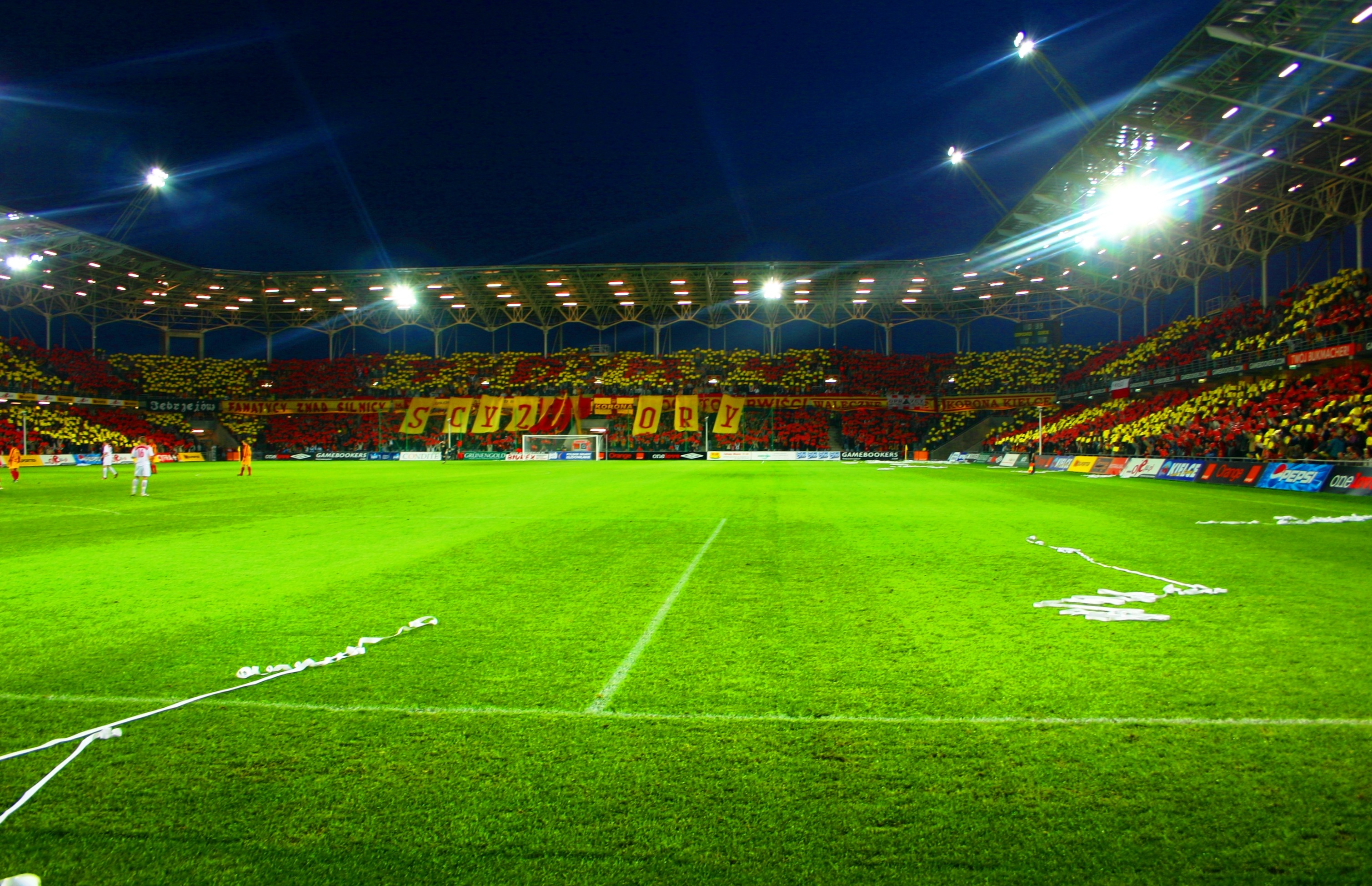
Supporters du Korona.